# Karl Lüdtke
Karl Lüdtke (* 5. September 1905 in Berlin; † 29. Januar 1945 im Zuchthaus Brandenburg-Görden) war ein deutscher Kommunist und Widerstandskämpfer gegen das NS-Regime.

## Leben
Lüdtke, von Beruf Schriftsetzer und Mitglied des Buchdruckerverbandes, war ein begeisterter Wassersportler und kam über die Arbeitersportbewegung zum KJVD. Später trat er der KPD bei. Er heiratete die Hollerith-Lochnerin Lucie Ettig (* 14. August 1902).
Lüdtke war mit dem Schweizer Graphiker und Holzschneider Emil Zbinden befreundet, der 1928/1929 als Setzer in Berlin arbeitete und die Kunstgewerbeschule Neukölln besuchte. Beide sahen sich im August 1933 ein letztes Mal, als Zbinden noch einmal nach Berlin reiste.
Nach der „Machtergreifung“ der Nationalsozialisten beteiligte sich Lüdtke am Widerstandskampf der KPD. Er diskutierte mit seinen Arbeitskollegen über die Zwangsmaßnahmen des NS-Staates und half, Flugblätter herzustellen und zu verbreiten. 1933 wurde er in „Schutzhaft“, 1935 in Untersuchungshaft genommen. Ab 1936 arbeitete Lüdtke als Einrichter für Maschinen bei der Zahnradfabrik Friedrich Stolzenberg & Co. in Berlin-Reinickendorf. Lüdtke gehörte 1943/44 mit Harry Harder, Max Sauer, Siegfried Forstreuter, Waldemar Hentze und anderen Kollegen einer KPD-Betriebszelle in der Firma Friedrich Stolzenberg an. Die Betriebsgruppe war er Teil der Saefkow-Jacob-Bästlein-Organisation und organisierte unter anderem die Störung der Kriegsproduktion.
Von Richard Wenzel auf Unterbringung eines flüchtigen Genossen angesprochen, nahmen er und seine Frau Lucie Franz Jacob im Herbst 1943 bei sich auf. Die Lüdtkes stellten ihre Wohnung für Besprechungen zur Verfügung, an denen außer ihnen auch Jacob, Wenzel, Harder und Sauer teilnahmen. Lüdtke führte Jacob bei einem Treff in der Jungfernheide mit Franz Peplinski zusammen. Lüdtke wurde am 28. Juli 1944 verhaftet. Am 14. Dezember verurteilte in der Erste Senat des Volksgerichtshofes unter Vorsitz von Landgerichtsdirektor Martin Stier zum Tode. Von zwei Meistern aus der Firma Stolzenberg ist ein Gnadengesuch für Lüdtke überliefert. Dieses Gnadengesuch ist wie alle Gnadengesuche nach Todesurteilen jedoch abgelehnt worden. Am 29. Januar 1945 wurde er im Zuchthaus Brandenburg-Görden hingerichtet. 

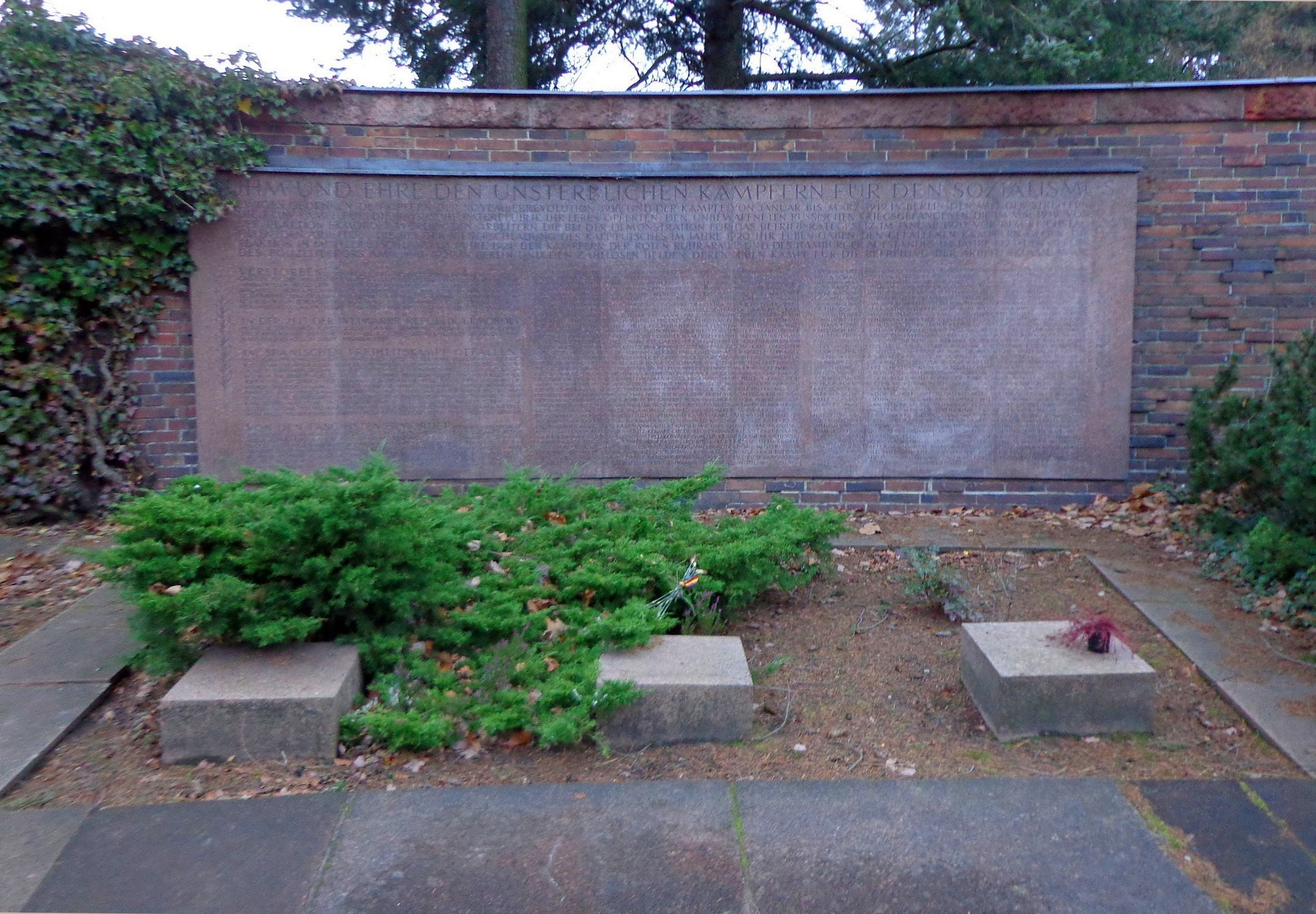
Gedenkstätte der Sozialisten, Porphyr-Gedenktafel an der Ringmauer mit Urnensammelgrab

Nach der Hinrichtung wurde sein Leichnam im Krematorium Brandenburg verbrannt. Im Jahr 1946 wurden zahlreiche Urnen mit der Asche von in der Zeit des Nationalsozialismus hingerichteten Widerstandskämpfern aus den damaligen Berliner Bezirken Lichtenberg, Kreuzberg und Prenzlauer Berg auf den Zentralfriedhof Friedrichsfelde überführt, von denen besonders viele im Zuchthaus Brandenburg-Görden enthauptet worden waren. Ihre sterblichen Überreste fanden schließlich in der 1951 eingeweihten Gedenkstätte der Sozialisten  (Urnensammelgrab bei der großen Porphyr-Gedenktafel auf der rechten Seite der Ringmauer) ihren endgültigen Platz. Neben Karl Lüdtke  erhielten auf diese Weise auch viele andere Widerstandskämpfer  eine würdige Grabstätte und einen Gedenkort.

## Ehrungen
- Die Belegschaft der Firma Stolzenberg hat im Januar 1946 zu Ehren ihrer vier toten Kollegen – Karl Lüdtke, Siegfried Forstreuther, Harry Harder und Waldemar Hentze – eine Gedenktafel am Werkstor in der Saalmannstraße 9 angebracht. Auf der Tafel ist neben den Namen der Widerstandskämpfer und ihren Todesdaten auch ein Lüdtkes Satz nach der Verkündung der Todesurteils zu lesen: „Lieber vom Feind erschlagen, als für den Feind zu fallen!“[4]
- Die Saalmannstraße, an der sich die Firma Stolzenberg befand, trug 1945/1946 kurzzeitig den Namen Karl-Lüdtke-Straße, der Name wurde amtlich nicht bestätigt und wieder rückgängig gemacht.